# Kåre Berg
Kåre Olaf Berg (* 8. September 1932 in Gran; † 12. Dezember 2021 ebenda) war ein norwegischer Skispringer.

## Werdegang
Berg, der für SFK Lyn startete, belegte bei den Lahti Ski Games 1955 den vierten Rang. Im Januar 1956 erreichte er im schweizerischen Le Brassus als Dritter hinter Georg Thoma und Andreas Däscher erstmals das Podest. Seinen ersten nationalen Erfolg feierte Berg bei der Norwegischen Meisterschaft 1959 in Porsgrunn, wo er hinter Anders Woldseth die Silbermedaille von der Normalschanze gewann. Bei den Olympischen Winterspielen 1960 in Squaw Valley sprang Berg mit Sprüngen auf 83,0 und 81,5 Metern auf den 13. Platz von der Normalschanze. Wenige Wochen später wurde er beim Holmenkollen-Skifestival in Oslo Zwölfter, was seine beste Platzierung bei diesem Skisprungwettbewerb darstellte. Im Rahmen der Schweizer Springertournee 1961 sprang Berg dreimal unter die besten Fünf, womit er in der Gesamtwertung als Vierter das Podest nur knapp verpasste.